# Wilhelm VII (markiz Montferratu)
Wilhelm VII (ur. ok. 1240 r., zm. 6 lutego 1292 r.) – markiz Montferratu od 1253 roku.

## Życiorys
Wilhelm był jedynym synem markiza Montferratu Bonifacego II i Małgorzaty, córki hrabiego Sabaudii Amadeusza IV. W 1253 r., po śmierci ojca, odziedziczył markizat Montferratu, początkowo zostając pod opieką swej matki (wspomaganej przez okolicznych wielmożów oraz przedstawicieli miast). Odziedziczył także tytuł króla Tesaloniki, która jednak została utracona przez jego przodków kilkadziesiąt lat wcześniej. Samodzielne rządy przejął najpóźniej w 1257 r.
W 1258 r. poślubił Izabelę, córkę Ryszarda, hrabiego Gloucester. Był to akt polityczny, którą wiązał go z jednym ze stronnictw walczących o tron cesarski, popierającym Ryszarda z Kornwalii. W tym samym okresie ekspansję w Piemoncie rozpoczął syn króla francuskiego Karol I andegaweński. Wilhelm wkrótce wsparł go, wykorzystując sojusz do prób poszerzenia swej władzy w północnej Italii. Rosnąca potęga Karola, który został królem Sycylii skłoniła jednak Wilhelma do zmiany stronnictw i zawarcia sojuszu z królem Kastylii Alfonsem X Mądrym (poślubił też jego córkę, Beatrycze, a najstarsza córka Wilhelma, Małgorzata, miała poślubić syna króla kastylijskiego). Wilhelm prowadził działania przeciwko Karolowi w Italii mimo nie pierwszej już w jego karierze ekskomuniki. Zjednoczone siły ligi gibelińskiej niemal całkowicie wyparły w 1275 r. stronników Andegaweńczyka z Piemontu.
Pozycja Wilhelma znacznie się umocniła. Zapewnił sobie faktyczną kontrolę nad większością Piemontu i Lombardii, do 1277 r. liczne miasta regionu przyznały mu funkcję kapitana (m.in. Turyn, Mediolan, Pawia, Alessandria, Vercelli, Asti, Tortona, Genua i wiele innych). Uzyskał też zniesienie ekskomuniki. Cały czas jednak toczył walki w Piemoncie. W 1280 r., wzięty w niewolę podczas podróży do Hiszpanii, zmuszony został oddać (aczkolwiek za odszkodowaniem) hrabiom Sabaudii Turyn. Podróż do Hiszpanii przyniosła jednak kolejne zacieśnienie stosunków z Alfonsem X i zaplanowany wcześniej ślub córki Wilhelma Małgorzaty z synem Alfonsa, Janem z Walencji. Radość z tego faktu przyćmiła śmierć żony Wilhelma, Beatrycze.
Po powrocie nadal poszerzał swoje posiadłości w północnej Italii (m.in. Como), poniósł jednak dotkliwą stratę tracąc na rzecz arcybiskupa Ottone Viscontiego kontrolę nad Mediolanem. W 1284 r. jego prestiż jednak wzrósł jeszcze bardziej: wydał swoją córkę Jolantę za cesarza bizantyńskiego Andronika II Paleologa. Zrzekł się przy tym na zięcia zbędnych mu praw do królestwa Tesaloniki w zamian za obietnicę pomocy pieniężnej. Wojny w Italii trwały dalej, w ich toku doszło do zmian sojuszu – Wilhelm sprzymierzył się z synem Karola I andegaweńskiego, Karolem II Kulawym.
Pod koniec 1290 r., gdy doszło do buntu miasta Alessandrii, Wilhelm został schwytany w pułapkę i uwięziony. Zamknięty w klatce, żył w niej przez kolejne kilkanaście miesięcy, aż do śmierci w lutym 1292 r. Po uwięzieniu już tylko nieliczne miasta i sprzymierzeńcy dotrzymali wierności Wilhelmowi; jego ziemie zostały spustoszone najazdami, a jedyny syn Jan został wysłany dla bezpieczeństwa na dwór Karola II Kulawego.